# Список музеев Израиля
В Израиле насчитывается более 200 музеев. По сравнению с любой другой страной Израиль имеет самое большое количество музеев на душу населения.
В приведённой ниже таблице представлен список основных общедоступных музеев Израиля.

## Музеи комплексного профиля
| Название (рус.) | Местоположение        | Оригинальное название (ивр.) | Название (англ.) | Дата открытия | Описание основной экспозиции                                                                                                  | Официальный сайт                                                             | Изображение |
| --------------- | --------------------- | ---------------------------- | ---------------- | ------------- | --- | ---------------------------------------------------------------------------- | ----------- |
| Музей Израиля   | Иерусалим (Гиват-Рам) | מוזיאון ישראל                | Israel Museum    | 1965          | Археологические и антропологические экспонаты, израильская и зарубежная живопись, скульптура, экспозиции иудаики и этнографии | https://web.archive.org/web/20130224210731/http://www.english.imjnet.org.il/ |             |

## Художественные музеи
| Название (рус.)                                | Местоположение         | Оригинальное название (ивр.)  | Название (англ.)                        | Дата открытия | Описание основной экспозиции                                                                                                  | Официальный сайт                                                          | Изображение |
| ---------------------------------------------- | ---------------------- | ----------------------------- | --------------------------------------- | ------------- | --- | ------------------------------------------------------------------------- | ----------- |
| Музей искусства евреев Италии                  | Иерусалим              | נהון מוזיאון יהדות איטליה     | U. Nahon Museum of Italian Jewish Art   | 1981          | Итальянское еврейское искусство, итальянская синагога                                                                         | https://web.archive.org/web/20121025132117/http://www.jija.org/           |             |
| Галерея Фаркаша                                | Старый Яффо            | פרקש גלריה                    | Farkash Gallery collection              | 1948          | Плакаты | http://www.farkash-gallery.com/                                           |             |
| Дом Тихо                                       | Иерусалим              | בית טיכו                      | Ticho House                             | 1924          | Живопись Анны Тихо, иудаика                                                                                                   |                                                                           |             |
| Институт исламского искусства им. Л. А. Майера | Иерусалим (Катамоны)   | המוזיאון לאמנות האסלאם        | L. A. Mayer Institute for Islamic Art   | 1974          | Исламское искусство, антикварные настенные и наручные часы                                                                    | http://www.islamicart.co.il                                               |             |
| Тель-Авивский музей изобразительных искусств   | Тель-Авив              | מוזיאון תל אביב לאמנות        | Tel Aviv Museum of Art                  | 1932          | Современное израильское и зарубежное искусство                                                                                | http://www.tamuseum.com/                                                  |             |
| Музей Нахума Гутмана                           | Тель-Авив (Неве-Цедек) | נחום גוטמן                    | Nachum Gutman Museum                    | 1988          | Работы Нахума Гутмана | http://www.gutmanmuseum.co.il/                                            |             |
| Хайфский художественный музей                  | Хайфа                  | מוזיאון חיפה לאמנות           | Haifa Museum of Art                     | 1951          | Современное искусство Израиля                                                                                                 | http://www.hma.org.il/                                                    |             |
| Музей японского искусства «Тикотин»            | Хайфа                  | מוזיאון טיקוטין לאמנות יפנית  | Tikotin Museum of Japanese Art          | 1959          | Японское искусство | http://www.tmja.org.il/                                                   |             |
| Музей Мане Каца                                | Хайфа                  | מוזיאון מאנה-כץ               | Mane-Katz Museum                        | 1953          | Искусство |                                                                           |             |
| Художественный музей Негева                    | Беер-Шева              | מוזיאון הנגב לאמנות           | Negev Museum of Art                     | 1987          | Искусство | http://www.negevmuseum.org.il(недоступная+ссылка)                         |             |
| Художественный музей Ашдода                    | Ашдод                  | מוזיאון אשדוד לאמנות          | Ashdod Museum of Art                    | 2003          | Искусство | https://web.archive.org/web/20140516202725/http://ashdodartmuseum.org.il/ |             |
| Художественный музей Эйн-Харод                 | Эйн-Харод              | עין חרוד מאוחד                | Ein Harod Museum of Art                 | 1930          | Изобразительное и прикладное искусство                                                                                        |                                                                           |             |
| Музей Янко Дада                                | Эйн-Ход                | מוזיאון ינקו דאדא             | Janco Dada Museum                       | 1983          | Современное изобразительное и прикладное искусство израильских художников                                                     | http://www.jancodada.co.il                                                |             |
| Музей еврейского искусства                     | Рамат-Ган              | המוזיאון לאמנות יהודית        | Museum of Jewish Art                    | 1987          | Иудаика, прикладное еврейское искусство                                                                                       |                                                                           |             |
| Музей русского искусства                       | Рамат-Ган              | מוזיאון לאמנות הרוסיה         | Museum of Russian Art                   | 1959          | Русская живопись конца XIX — начала XX века представлена работами В.Серова, Л.Бакста, А.Бенуа, Н.Гончаровой, М.Волошина и др. |                                                                           |             |
| Художественный музей Дальнего Востока          | Рамат-Ган              | מוזיאון לאמנות מזרח הרחוק     | Yehiel Nahari Museum of Far Eastern Art | 1988          | Прикладное искусство народов стран Восточной Азии (в основном Китая и Японии) XIII века и до нашего времени                   |                                                                           |             |
| Посетительский центр (музей Арада)             | Арад                   | (ערד מרכז מבקרים (מוזיאון ערד | Arad Visitor Center (Arad Museum)       | 1989          | Искусство |                                                                           |             |
| Музей Ралли                                    | Кесария                | מוזיאון ראלי                  | Ralli Museum                            | 1993          | Частная коллекция произведений художников всех стран мира (в том числе работы Сальвадора Дали).                               |                                                                           |             |
| Музей дизайна                                  | Холон                  | מוזיאון העיצוב חולון          | Design Museum Holon                     | 2010          | Дизайнерские работы в различных областях человеческой деятельности                                                            | http://www.dmh.org.il                                                     |             |
| Музей Френкеля-Френеля                         | Цфат                   | מוזיאון פרנקל פרנל            | The Frenkel Frenel Museum               | 1972          | Работы Ицхака Френкеля | http://www.frenkel-frenel.org                                             |             |

## Естественно-научныемузеи
| Название (рус.)                          | Местоположение              | Оригинальное название (ивр.)           | Название (англ.)            | Дата открытия | Описание основной экспозиции                       | Официальный сайт | Изображение |
| ---------------------------------------- | --------------------------- | -------------------------------------- | --------------------------- | ------------- | -------------------------------------------------- | --- | ----------- |
| Иерусалимский музей природы              | Немецкая слобода, Иерусалим | מוזיאון הטבע                           | The Nature Museum           | 1962          | экспозиция в области биологии, экологии и анатомии | http://www.funinjerusalem.com/en/fun-list-categories/116-nature-qtevaq-museum.html Архивная копия от 28 сентября 2013 на Wayback Machine |             |
| Ботанический сад Еврейского университета | Иерусалим                   | הגנים הבוטניים האוניברסיטאיים בירושלים | Jerusalem Botanical Gardens | 1985          | флора различных регионов мира                      | http://www.botanic.co.il/ |             |
| Иерусалимский библейский зоопарк         | Иерусалим                   | גן החיות התנ"כי                        | Jerusalem Biblical Zoo      | Сентябрь 1940 | Зоопарк                                            | http://www.jerusalemzoo.org.il/ |             |

## Литературные музеи
| Название (рус.)                | Местоположение | Оригинальное название (ивр.) | Название (англ.) | Дата открытия | Описание основной экспозиции                               | Официальный сайт             | Изображение |
| ------------------------------ | -------------- | ---------------------------- | ---------------- | ------------- | ---------------------------------------------------------- | ---------------------------- | ----------- |
| Дом-музей Шмуэля Йосефа Агнона | Иерусалим      | בית עגנון                    | Beit Agnon       | 1970          | Биографическая коллекция, личные вещи Шмуэля Йосэфа Агнона | http://www.agnonhouse.org.il |             |
| Дом-музей Бялика               | Тель-Авив      | בית ביאליק                   | Bialik House     | 1937          |                                                            |                              |             |

## Театральныеимузыкальныемузеи
| Название (рус.) | Местоположение | Оригинальное название (ивр.) | Название (англ.) | Дата открытия | Описание основной экспозиции | Официальный сайт | Изображение |
| --------------- | -------------- | ---------------------------- | ---------------- | ------------- | ---------------------------- | ---------------- | ----------- |

## Музеифизкультурыиспорта
| Название (рус.)                              | Местоположение | Оригинальное название (ивр.) | Название (англ.)                         | Дата открытия | Описание основной экспозиции                                      | Официальный сайт             | Изображение |
| -------------------------------------------- | -------------- | ---------------------------- | ---------------------------------------- | ------------- | ----------------------------------------------------------------- | ---------------------------- | ----------- |
| Международный еврейский спортивный зал славы | Натания        | יד לאיש הספורט היהודי        | International Jewish Sports Hall of Fame | 1981          | Материалы о самых знаменитых спортсменах еврейского происхождения | http://www.jewishsports.net/ |             |

## Исторические музеи

### Этнографическиемузеи
| Название (рус.)              | Местоположение          | Оригинальное название (ивр.) | Название (англ.) | Дата открытия | Описание основной экспозиции                                            | Официальный сайт                                              | Изображение |
| ---------------------------- | ----------------------- | ---------------------------- | ---------------- | ------------- | ----------------------------------------------------------------------- | ------------------------------------------------------------- | ----------- |
| Музей вавилонского еврейства | Ор-Йехуда               | המרכז למורשת יהדות בבל       |                  | 2003          | быт евреев Вавилона и Ирака, история репатриантов из Ирака              |                                                               |             |
| Дом АРИ                      | Старый город, Иерусалим | מוזיאון חצר היישוב הישן      |                  | 1976          | быт еврейской общины Палестины, экспозиции памяти АРИ и Хаима бен Атара | http://www.datinet.co.il/1/museum_haishuv_hayashan/index.html |             |

### Археологические музеи
| Название (рус.)                           | Местоположение           | Оригинальное название (ивр.)       | Название (англ.)                               | Дата открытия | Описание основной экспозиции                                                         | Официальный сайт                                                             | Изображение |
| ----------------------------------------- | ------------------------ | ---------------------------------- | ---------------------------------------------- | ------------- | ------------------------------------------------------------------------------------ | ---------------------------------------------------------------------------- | ----------- |
| Музей библейских стран                    | Иерусалим (Гиват Рам)    | מוזיאון ארצות המקרא                | Jerusalem Bible Lands Museum                   | 1992          | Библейская история, археология                                                       | http://www.blmj.org                                                          |             |
| Музей Рокфеллера                          | Иерусалим                | מוזיאון רוקפלר                     | Rockefeller Museum                             | 1938          | Археология                                                                           | https://web.archive.org/web/20130224210731/http://www.english.imjnet.org.il/ |             |
| Дом Зибенберга                            | Иерусалим (Старый город) | וזיאון זיבנברגמ                    | Siebenberg House                               | 1970          | Археология                                                                           |                                                                              |             |
| Башня Давида                              | Иерусалим (Старый город) | מגדל דוד                           | Tower of David                                 | 1989          | Хронологическая история Иерусалима                                                   | http://www.towerofdavid.org.il                                               |             |
| Музей Эрец-Исраэль                        | Тель-Авив (Рамат Авив)   | מוזיאון ארץ ישראל                  | Eretz Israel Museum                            | 1953          | Археология, история Израиля                                                          | http://www.eretzmuseum.org.il                                                |             |
| Музей Реувена и Эдит Гехт                 | Хайфа                    | מוזיאון הכט                        | Hecht Museum                                   | 1984          | Археология, искусство                                                                | http://mushecht.haifa.ac.il                                                  |             |
| Музей им. Корин Маман                     | Ашдод                    | מוזיאון אשדוד ע"ש קורין ממן        | Сorine Maman Ashdod Museum                     | 1951          | Постоянная археологическая выставка «Мир филистимлян»                                |                                                                              |             |
| Музей доисторического периода долины Хула | Мааян Барух              | מוזיאון האדם הקדמון                | Museum of Prehistory of the Hulah Valley       | 1952          | Первобытные орудия труда, кости животных доисторической эпохи, 12000-летние скелеты. |                                                                              |             |
| Музей археологии и изучения Израиля       | Саса                     | מוזיאון לארכיאולוגיה וידע מן ישראל | Museum for Archaeology and Knowledge of Israel |               | Коллекция археологических артефактов Бронзового Века                                 |                                                                              |             |
| Музей древностей Голан                    | Кацрин                   | מוזיאון עתיקות הגולן               | Golan Archaeological Museum                    | после 1974    | Доисторический и хананейский периоды, экспонаты времен Первого и Второго храма.      | https://web.archive.org/web/20130514053419/http://parkqatzrin.org.il/        |             |

### Музеи политической истории
| Название (рус.)                | Местоположение          | Оригинальное название (ивр.) | Название (англ.)                  | Дата открытия | Описание основной экспозиции                                                                                       | Официальный сайт                                                       | Изображение |
| ------------------------------ | ----------------------- | ---------------------------- | --------------------------------- | ------------- | --- | ---------------------------------------------------------------------- | ----------- |
| Центр наследия Менахема Бегина | Иерусалим               | מרכז מורשת מנחם בגין         | Menachem Begin Heritage Museum    | 2004          | Биографическая коллекция, личные вещи Менахема Бегина                                                              | http://www.begincenter.org.il                                          |             |
| Музей узников подполья         | Иерусалим               | מוזיאון אסירי המחתרות        | Museum of Underground Prisoners   | 1991          | Еврейское сопротивление в период Британского мандата                                                               |                                                                        |             |
| Музей Герцля                   | Иерусалим (Гора Герцля) | מוזיאון הרצל                 | Herzl museum                      | 1960          | Биографическая коллекция, личные вещи Теодора Герцля, история сионизма                                             | http://www.herzl.org                                                   |             |
| Дом-музей Хаима Вейцмана       | Реховот                 | בית חיים ויצמן               | Chaim Weizmann Museum             | 1978          | Бывшая резиденция первого президента Израиля, биографическая коллекция                                             | http://www.chaimweizmann.org.il/                                       |             |
| Зал Независимости              | Тель-Авив               | בית דיזנגוף                  | Independence Hall «Beit Dizengof» | 1978          | История Израиля (независимость Израиля)                                                                            |                                                                        |             |
| Музей «Эцель в 1948 году»      | Тель-Авив               | המוזיאון האצ"ל               | Etzel Museum                      | 1983          | Национальная боевая организация Эцель                                                                              |                                                                        |             |
| Музей «Лехи»                   | Тель-Авив (Флорентин)   | מוזיאון לח"י                 | Lehi Museum — Beit Yair           |               | Бригада «Лехи» |                                                                        |             |
| Бейт Ха-Пальмах                | Тель-Авив (Рамат Авив)  | מוזיאון הפלמ"ח               | Beit Ha-Palmach                   | 2000          | Еврейское сопротивление в период Британского мандата — Пальмах                                                     | https://web.archive.org/web/20171228011253/http://info.palmach.org.il/ |             |
| Музей «Бейт Хагдудим»          | Авихаил                 | בית הגדודים                  | Beit Hagdudim Museum              | 1961          | Еврейский Легион (еврейские добровольцы в вооружённых силах Великобритании во время Первой и Второй мировой войны) | http://www.mod.gov.il                                                  |             |
| Дом Ааронсонов – музей Нили    | Зихрон-Яаков            | בית אהרונסון — מוזיאון ניל"י | Aaronson House — Nili Museum      | 1956          | Еврейская разведывательная сеть Нили и семья Ааронсонов                                                            | http://www.nili-museum.org.il/                                         |             |
| Лагерь «Маапилим»              | Атлит                   | מחנה המעצר בעתלית            | Atlit detainee camp               | 1987          | Бывший британский лагерь для задержанных репатриантов-маапилим                                                     | http://www.pikiwiki.org.il/                                            |             |

### Музеи историииудаизма
| Название (рус.)                           | Местоположение         | Оригинальное название (ивр.) | Название (англ.)                      | Дата открытия | Описание основной экспозиции | Официальный сайт                | Изображение |
| ----------------------------------------- | ---------------------- | ---------------------------- | ------------------------------------- | ------------- | ---------------------------- | ------------------------------- | ----------- |
| Музей еврейского наследия «Гейхал Шломо»  | Иерусалим              | היכל שלמה                    | Heichal Shlomo Jewish Heritage Museum | 1958          | Иудаика                      | http://www.hechalshlomo.org.il/ |             |
| Музей еврейской диаспоры «Бейт ха-тфуцот» | Тель-Авив (Рамат Авив) | בית התפוצות                  | Beth Hatefutsoth                      | 1978          | Еврейские общины в диаспоре  | http://www.bh.org.il/           |             |

### Военно-исторические музеи
| Название (рус.)                             | Местоположение | Оригинальное название (ивр.)   | Название (англ.)                                 | Дата открытия | Описание основной экспозиции | Официальный сайт      | Изображение |
| ------------------------------------------- | -------------- | ------------------------------ | ------------------------------------------------ | ------------- | --- | --------------------- | ----------- |
| Музей Армии обороны Израиля «Батей Ха-Осеф» | Тель-Авив      | מוזיאון בתי האוסף לתולדות צה"ל | Batei Ha-Osef                                    | 1959          | История армии и обороны Израиля |                       |             |
| Музей нелегальной иммиграции и ВМФ          | Хайфа          | מוזיאון ההעפלה וחיל הים        | Israeli Clandestine Immigration and Naval Museum | 1969          | Армия Обороны Израиля — Морской Корпус                                                                                             |                       |             |
| Национальный морской музей                  | Хайфа          | המוזיאון הימי הלאומי           | Israeli National Maritime Museum                 | 1953          | Морской флот Израиля | http://www.nmm.org.il |             |
| Музей артиллерии «Бейт Ха-Тотхан»           | Зихрон Яков    | בית התותחן                     | Beit Ha=Totchan                                  |               | Армия Обороны Израиля — Артиллерийский корпус (в том числе трофейная советская техника, захваченная в ходе арабо-израильских войн) |                       |             |
| Музей израильских ВВС                       | Хацерим        | מוזיאון חיל האוויר             | Israeli Air Force Museum                         | 1991          | Армия обороны Израиля — ВВС | http://www.iaf.org.il |             |

#### Музеи-мемориальные комплексы

##### Мемориалы в память оКатастрофе и героизме европейского еврейства
| Название (рус.)                                                  | Местоположение          | Оригинальное название (ивр.) | Название (англ.)      | Дата открытия | Описание основной экспозиции                     | Официальный сайт         | Изображение |
| ---------------------------------------------------------------- | ----------------------- | ---------------------------- | --------------------- | ------------- | ------------------------------------------------ | ------------------------ | ----------- |
| Мемориал «Яд Ва-Шем»                                             | Иерусалим (Гора Герцля) | יד ושם                       | Yad Vashem            | 1953          | Холокост                                         | http://www.yadvashem.org |             |
| Музей еврейского сопротивления в гетто «Бейт Лохамей ха-геттаот» | Лохамей ха-геттаот      | בית לוחמי הגטאות             | Ghetto Fighters House | 1959          | Документы, фотографии, мемуары периода Холокоста | http://gfh.org.il        |             |

##### Мемориалы воинам, павшим в войнах за независимость Израиля
| Название (рус.)                                 | Местоположение | Оригинальное название (ивр.) | Название (англ.)         | Дата открытия | Описание основной экспозиции                                 | Официальный сайт             | Изображение |
| ----------------------------------------------- | -------------- | ---------------------------- | ------------------------ | ------------- | ------------------------------------------------------------ | ---------------------------- | ----------- |
| Музей Израильских танковых войск «Яд ле-Ширьон» | Латрун         | יד לשריון                    | Yad La-Shiryon           | 1982          | Армия Обороны Израиля — Бронетанковый корпус                 | http://www.yadlashiryon.com/ |             |
| Мемориал славы Гиват ха-Тахмошет                | Иерусалим      | אתר ההנצחה גבעת התחמושת      | Ammunition Hill Memorial | 1975          | Mесто тяжёлых боёв за Арсенальную горку в Шестидневной войне | http://www.g-h.org.il/       |             |

### Музеи истории поселенческой деятельности нового времени
| Название (рус.)                         | Местоположение     | Оригинальное название (ивр.)    | Название (англ.)                               | Дата открытия | Описание основной экспозиции                                                 | Официальный сайт                                                                 | Изображение |
| --------------------------------------- | ------------------ | ------------------------------- | ---------------------------------------------- | ------------- | ---------------------------------------------------------------------------- | -------------------------------------------------------------------------------- | ----------- |
| Центр посетителей Микве Исраэль         | к северу от Холона | מרכז המבקרים מקוה ישראל         | Old Yishuv Court Museum                        |               | Старейшее еврейское сельскохозяйственное поселение                           | http://www.mikveisrael.org.il/P317/                                              |             |
| Музей «Зехер Ришоним»                   | Петах-Тиква        | מוזיאון זכר-ראשונים             | Petah Tikva Zecher Rishonim (Founders) Museum  | 1958          | О первой мошаве Петах-Тикве и её основателях                                 | http://www.ptarchive.co.il Архивная копия от 27 сентября 2013 на Wayback Machine |             |
| Музей первой алии                       | Зихрон-Яаков       | מוזיאון העלייה הראשונה          | First Aliyah Museum                            | 1999          | История первой алии и основанных ею поселений                                | http://museon1.datinet.co.il/                                                    |             |
| Музей истории Ришон-ле-Циона            | Ришон-ле-Цион      | המוזיאון לתולדות ראשון לציון    | Rishon LeZion History Museum                   | 1979          | История одного из первых поселений, получивших помощь барона Ротшильда       | http://rishonlezion-museum.org.il/                                               |             |
| Дом основателей в Нес-Ционе             | Нес-Циона          | בית ראשונים בנס ציונה           | Beit Rishonim at Nes Tziona                    | 1976          | История одного из первых поселений, основанных без помощи барона Ротшильда   | http://br.nzc.org.il/                                                            |             |
| Музей истории мошавы Мазкерет-Батья     | Мазкерет-Батья     | מוזיאון המושבה ע"ש ערן שמיר     | Eran Shamir Village Museum                     | 1987          | История одного из первых поселений, созданных по инициативе рабби Могилёвера | http://www.mazkeret-batya.muni.il                                                |             |
| Музей истории Гедеры и организации Билу | Гедера             | מוזיאון לתולדות גדרה והביל"ויים | Museum of the History of Gedera and the Biluim | 1986          | Организация Билу и созданное ею поселение                                    | http://www.gedera-m.org/                                                         |             |
| Дом врача и Дом первопоселенцев         | Менахемия          | בית הרופא ובית ראשונים          | Medicine and Pioneers Museum                   | 1988          | Основанное ЕКО первое поселение в долине реки Иордан                         |                                                                                  |             |
| Музей «Хацар Кинерет»                   | Мошава Кинерет     | חצר כנרת                        | Kinneret Courtyard                             |               | Вторая алия — место подготовки поселенцев перед заселением кибуцев и мошавов | http://mkinneret.com                                                             |             |
| Музей истории Гуш-Эциона                | Кфар-Эцион         | מוזיאון לתולדות גוש עציון       | Gush Etzion Museum                             | 1967          | Истории заселения Гуш-Эциона                                                 | http://www.etzion-bloc.org.il                                                    |             |
| Музей «Хома у-Мигдаль»                  | Нир-Давид          | מוזיאון חומה ומגדל              | Tower and Stockade Museum                      | 1976          | Поселения, укреплённые по методу Стена и башня                               |                                                                                  |             |
| Музей Гуш-Катифа                        | Иерусалим          | מוזיאון גוש קטיף                | Gush Katif Museum                              | 2008          | История поселений Гуш-Катифа                                                 | http://www.gushkatif.022.co.il                                                   |             |

### Историко-бытовые музеи
| Название (рус.)             | Местоположение          | Оригинальное название (ивр.) | Название (англ.)        | Дата открытия | Описание основной экспозиции                                                           | Официальный сайт                                           | Изображение |
| --------------------------- | ----------------------- | ---------------------------- | ----------------------- | ------------- | -------------------------------------------------------------------------------------- | ---------------------------------------------------------- | ----------- |
| Иерусалимский музей налогов | Иерусалим (Дорога Яффо) | מוזיאון המסים בירושלים       | Jerusalem Tax Museum    | 1964          | Исторические документы                                                                 | http://ozar.mof.gov.il/museum/english (недоступная+ссылка) |             |
| Детский музей               | Холон                   | מוזיאון הילדים חולון         | Holon Children’s Museum | 2001          | Игровые и развлекательные экспозиции для детей и взрослых с нарушениями слуха и зрения | http://www.childrensmuseum.org.il                          |             |

## Музеи-парки
| Название (рус.)          | Местоположение     | Оригинальное название (ивр.) | Название (англ.) | Дата открытия | Описание основной экспозиции | Официальный сайт            | Изображение |
| ------------------------ | ------------------ | ---------------------------- | ---------------- | ------------- | --- | --------------------------- | ----------- |
| Мини-Израиль             | Латрун             | מיני ישראל                   | Mini Israel      | 2002          | Миниатюрный парк, сосредоточивший точные модели (в масштабе 1:25) важнейших достопримечательностей Израиля                      | http://eng.minisrael.co.il/ |             |
| Всемирный центр бахаи    | Города Хайфа иАкко | המרכז הבהאי העולמי           | World Centre     |               | |                             |             |
| Национальный парк Масада | Эйн Геди           | מצדה                         | Masada           |               | Дворец царя Ирода, синагога, фрагменты мозаик, вырубленные в скалах водные резервуары, холодные и горячие бани и многое другое. |                             |             |

## Музеи науки и техники
| Название (рус.)                                            | Местоположение | Оригинальное название (ивр.)                 | Название (англ.)                                         | Дата открытия | Описание основной экспозиции                                                            | Официальный сайт               | Изображение |
| ---------------------------------------------------------- | -------------- | -------------------------------------------- | -------------------------------------------------------- | ------------- | --------------------------------------------------------------------------------------- | ------------------------------ | ----------- |
| Израильский национальный музей науки, технологий и космоса | Хайфа          | מדעטק — המוזיאון הלאומי למדע, טכנולוגיה וחלל | Israel National Museum of Science, Technology, and Space | 1984          | Наука и технология, дистанционно-управляемые выставки                                   | http://www.madatech.org.il     |             |
| Иерусалимский музей науки имени Блюмфильда                 | Иерусалим      | מוזיאון המדע ע"ש בלומפילד ירושלים            | Bloomfield Science Museum Jerusalem                      | 1992          | Научно-образовательные интерактивные экспонаты                                          | http://www.mada.org.il         |             |
| Парк науки им. Клора                                       | Реховот        | גן המדע ע"ש קלור                             | The Clore Garden of Science                              | 1998          | Интерактивный музей науки под открытым небом                                            | http://davidson.weizmann.ac.il |             |
| Парк науки Карассо                                         | Беэр-Шева      | פארק קרסו למדע                               | The Carasso Science Park                                 | 2013          | Выставки и образовательные программы, посвящённые достижениям науки и техники в Израиле | http://www.sci-park.co.il/     |             |

## Отраслевые музеи

### Промышленные музеи
| Название (рус.) | Местоположение | Оригинальное название (ивр.) | Название (англ.) | Дата открытия | Описание основной экспозиции | Официальный сайт | Изображение |
| --------------- | -------------- | ---------------------------- | ---------------- | ------------- | ---------------------------- | ---------------- | ----------- |

### Сельскохозяйственные музеи
| Название (рус.) | Местоположение | Оригинальное название (ивр.) | Название (англ.) | Дата открытия | Описание основной экспозиции | Официальный сайт | Изображение |
| --------------- | -------------- | ---------------------------- | ---------------- | ------------- | ---------------------------- | ---------------- | ----------- |

### Музеи транспорта
| Название (рус.)                   | Местоположение | Оригинальное название (ивр.) | Название (англ.)      | Дата открытия | Описание основной экспозиции | Официальный сайт       | Изображение |
| --------------------------------- | -------------- | ---------------------------- | --------------------- | ------------- | ---------------------------- | ---------------------- | ----------- |
| Израильский железнодорожный музей | Хайфа          | מוזיאון רכבת ישראל           | Israel Railway Museum | 2000          | Железные дороги              | http://www.rail.co.il/ |             |

### Музеи связи и средств коммуникаций
| Название (рус.)     | Местоположение | Оригинальное название (ивр.) | Название (англ.)         | Дата открытия | Описание основной экспозиции                                                     | Официальный сайт        | Изображение |
| ------------------- | -------------- | ---------------------------- | ------------------------ | ------------- | -------------------------------------------------------------------------------- | ----------------------- | ----------- |
| Музей связи при МЦГ | Герцлия        | המוזיאון לתקשורת             | Museum of Communications |               | Развитие связи и средств коммуникаций в мире, Эрец-Исраэль и Государстве Израиль | http://portal.idc.ac.il |             |

## Выставочные залы
| Название (рус.) | Местоположение | Оригинальное название (ивр.) | Название (англ.) | Дата открытия | Описание основной экспозиции | Официальный сайт | Изображение |
| --------------- | -------------- | ---------------------------- | ---------------- | ------------- | ---------------------------- | ---------------- | ----------- |
|                 |                |                              |                  |               |                              |                  |             |